# Football Clan
Football Clan è stato un programma televisivo italiano di genere talk show calcistico, in onda quotidianamente su Sport Uno nel 2013.

## Storia
Il programma è stato trasmesso dall'11 novembre 2013 al posto di Speciale Calciomercato, che andava in onda su Sportitalia 1, canale che dieci giorni prima era stato sostituito appunto da Sport Uno.
Il conduttore era Michele Criscitiello con Alfredo Pedullà ospite fisso, come avveniva anche a Sportitalia 1, mentre Gianluigi Longari in redazione forniva in tempo reale notizie di calcio giocato e mercato.
La trasmissione, che andava in onda dalle 23:00 a mezzanotte, era preceduta da Football Club, condotta da Deborah Schirru, che iniziava alle 22:30. Al termine del programma, come accadeva su Sportitalia 1, andava in onda la sigla Le donne e il calcio, cantata da Rayden.
Il programma ha avuto luogo negli studi di Roma fino alla pausa natalizia, dopo la quale era previsto un trasferimento negli studi di Milano, sede della vecchia trasmissione, che tuttavia non è avvenuto in quanto Football Clan è stato cancellato, a poco più di un mese dall'inizio delle trasmissioni, in vista della chiusura imposta al canale. Il 20 febbraio 2014 Sport Uno, Sport Due e Sport Tre Nuvolari hanno cessato le trasmissioni.